# Dasyprocta kalinowskii
Dasyprocta kalinowskii är en däggdjursart som beskrevs av Thomas 1897. Dasyprocta kalinowskii ingår i släktet agutier och familjen guldharar. IUCN kategoriserar arten globalt som otillräckligt studerad. Inga underarter finns listade i Catalogue of Life.
Arten förekommer i södra Peru. Den lever i låglandet och i Anderna upp till 3080 meter över havet. Levnadssättet antas vara lika som hos andra agutier.